# Kaffeemühlenhaus

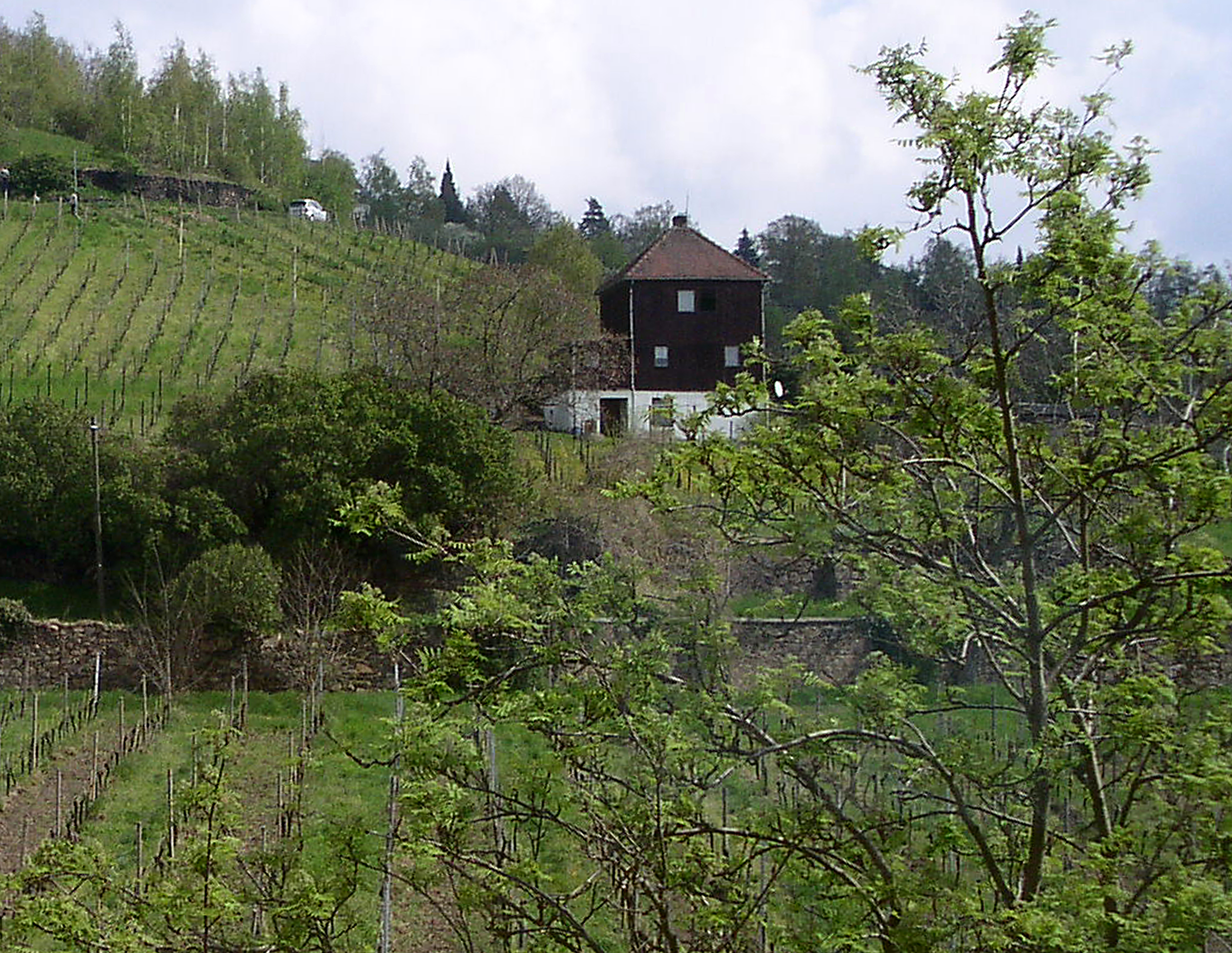
Die Kaffeemühle in Radebeul im Jahr 2006, vom Herrenhaus Paulsberg aus

Kaffeemühlenhaus (oder auch Würfelhaus) ist eine Bezeichnung für einen vor allem in den 1880er- bis 1930er-Jahren errichteten Typ von Wohnhäusern. Es erhielt seinen Namen, da seine Form entfernt an eine Kaffeemühle erinnert. Ein Kaffeemühlenhaus hat einen mehr oder weniger quadratischen Grundriss, in der Regel zwei Vollgeschosse und ein Zeltdach mit Ziegeldeckung. Die Fassade wird zur Straßenseite häufig durch Ausluchten oder Erker aufgelockert.
Da Wohnhäuser in dieser Form in großer Anzahl errichtet worden sind, findet man sie in zahllosen Varianten, Ausprägungen und Größen. Ein typisches Kaffeemühlenhaus hat eine Kantenlänge von etwa 10 Metern. Die Kellerdecke ist häufig in Beton ausgeführt, während für die übrigen Geschosse Holzbalkendecken verwendet wurden. Häufig findet sich ein Anbau, der als Stall und/oder Waschküche genutzt wurde. Die Grundstücke, auf denen die Häuser errichtet wurden, sind meist verhältnismäßig groß (um die 1000 m²), häufig wurden hier Nutzpflanzen angebaut. Die Häuser wurden meist als Ein- oder Zweifamilienhäuser errichtet.

## Dresdner Kaffeemühle

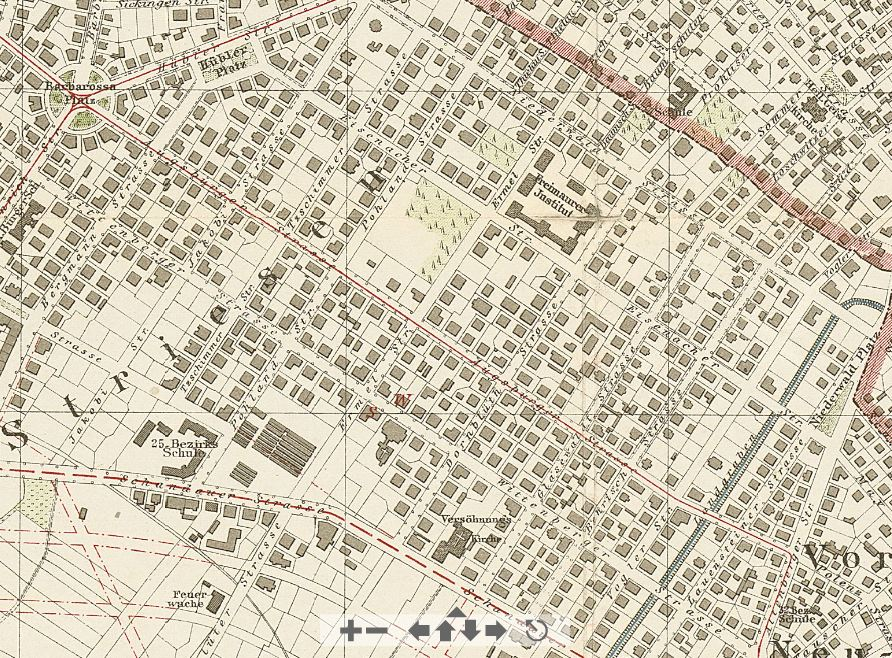
Kaffeemühlenhäuser im Dresdner Stadtplan von 1907

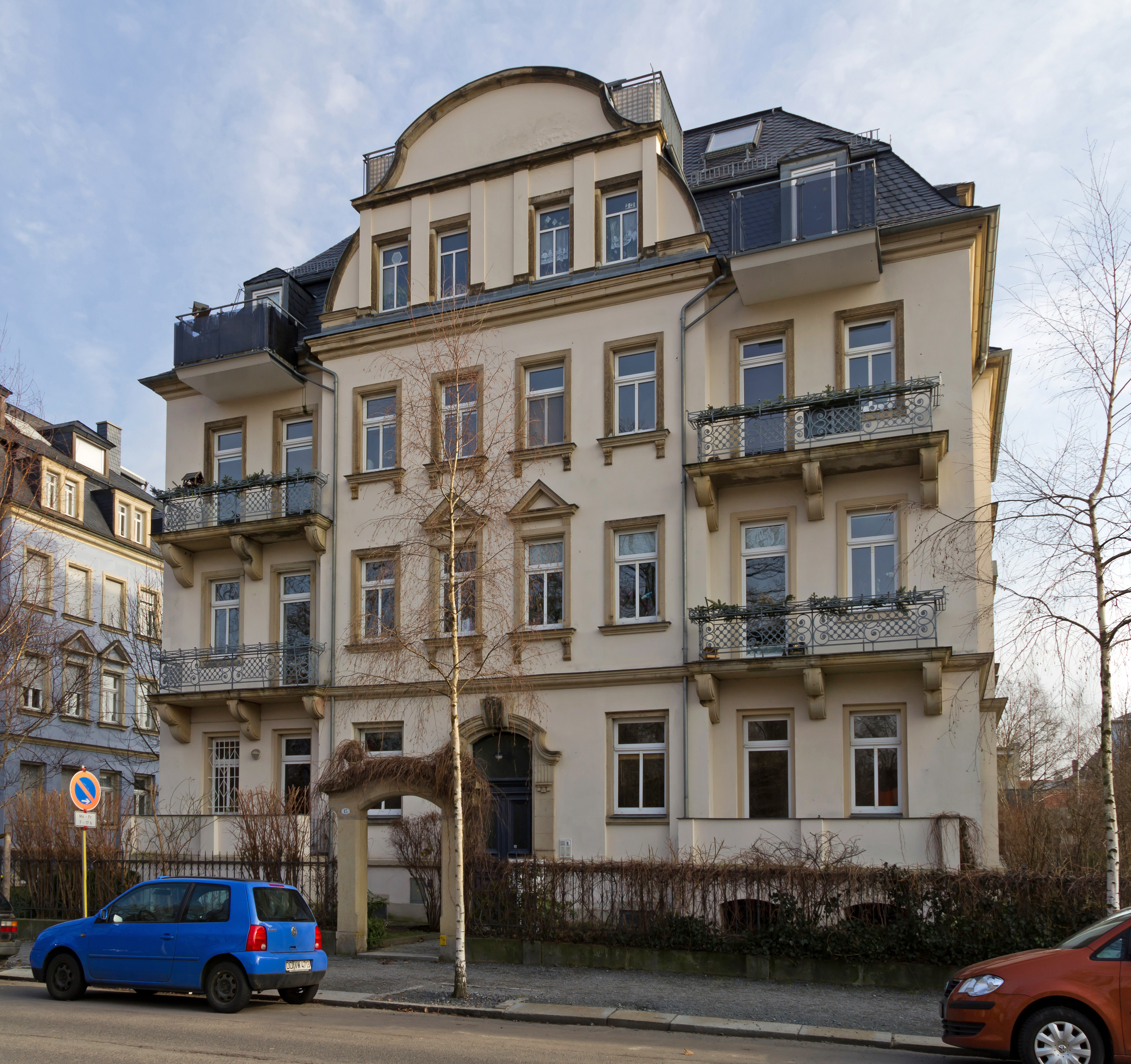
Typisches Dresdner Würfelhaus

Eine Sonderform stellen die Dresdner Kaffeemühlenhäuser dar. Da in einigen Stadtvierteln außerhalb der Innenstadt eine offene Bebauung vorgeschrieben war, zugleich aber viele Wohnungen geschaffen werden sollten, entstanden insbesondere im Stadtteil Striesen, aber auch in den ehemaligen Vororten Löbtau und Trachau, seit etwa 1890 vermehrt ab 1903 sehr viele Gebäude mit meist drei Vollgeschossen, einem ausgebauten Dachgeschoss und einer Kantenlänge von stets über 16 Metern auf nahezu quadratischem Grundriss. Da die Gebäude stets durch einen Vorgarten von der Straße zurückgesetzt stehen und meist auch von Gärten umgeben sind, entsteht insbesondere bei den reicher geschmückten Mietshäusern ein villenähnlicher Eindruck, so dass die Dresdner Kaffeemühlenhäuser damals als „Zinsvillen“, heute in der Literatur auch als Mietvillen bezeichnet werden. Auch die Bezeichnung „Würfelhaus“ oder „Dresdner Würfelhaus“ findet sich. Von den großen und besonders repräsentativen Bauten insbesondere des Jugendstils haben sich im Westen Striesens, zwischen Haydnstraße und Stresemannplatz, einige erhalten (etwa die Mietvilla Reinickstraße 11). Im Osten Striesens prägt der einfachere Typ des Dresdner Kaffeemühlenhauses ein mehrere Quadratkilometer großes Gebiet von der Schandauer Straße bis hinein nach Blasewitz. In diesem Gebiet gibt es aber auch einige Beispiele für besonders repräsentative Mietshäuser dieses Typs, etwa das Haus Wägnerstraße 18 oder das mitunter so genannte „Löwenkopfpalais“.

## Hamburger Kaffeemühle

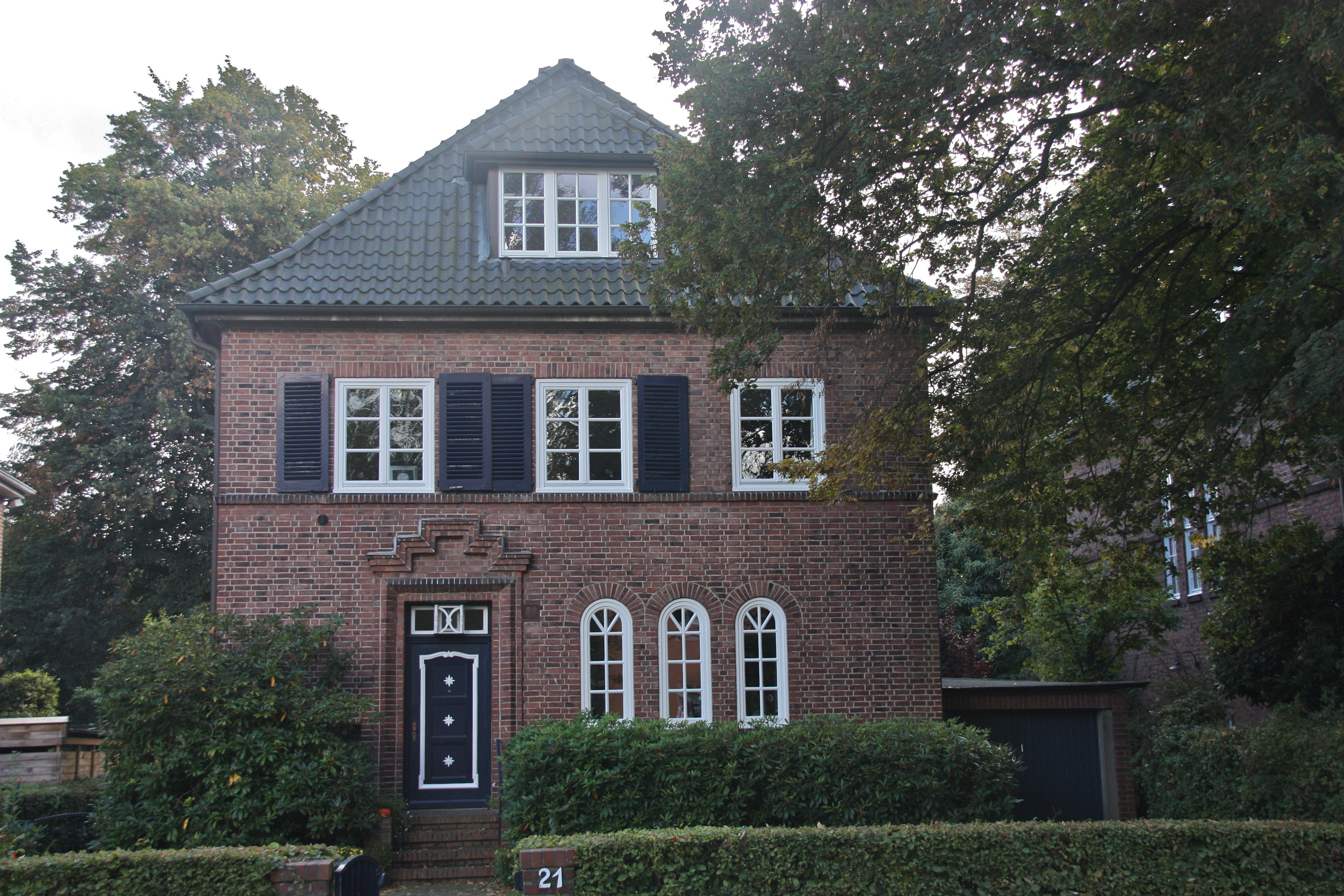
Klassische Hamburger Kaffeemühle in Hamburg-Groß Flottbek

Die Hamburger Kaffeemühle ist ein architektonischer Stil mit einem quadratischen Grundriss, der dem Gebäude eine würfelförmige Erscheinung verleiht. Typisch sind zwei Geschosse mit einem steilen Zelt- oder Walmdach sowie ein Erker mit Balkon, der an die Schublade einer Kaffeemühle erinnert. Weitere Merkmale sind symmetrisch angeordnete Fenster, Klinkerfassaden und ein zentraler Kamin. Dieser Baustil entstand in den 1920er und 1930er Jahren als Ausdruck der Schlichtheit, die den Jugendstil ablöste, und war bei hanseatischen Kaufleuten in Villen-Vororten besonders beliebt.

## Kaffeemühlhäuser Penzberg
Auch in der oberbayerischen Kleinstadt Penzberg, früher bekannt durch ein damals wichtiges Kohlebergwerk, wurden nach dem Ersten Weltkrieg etliche als Kaffeemühlhäuser bezeichnete Wohngebäude errichtet. Auf dem historischen Spaziergang durch Penzberg wurde diesem Haustyp eine „Station“ mit einer Informationstafel gewidmet.

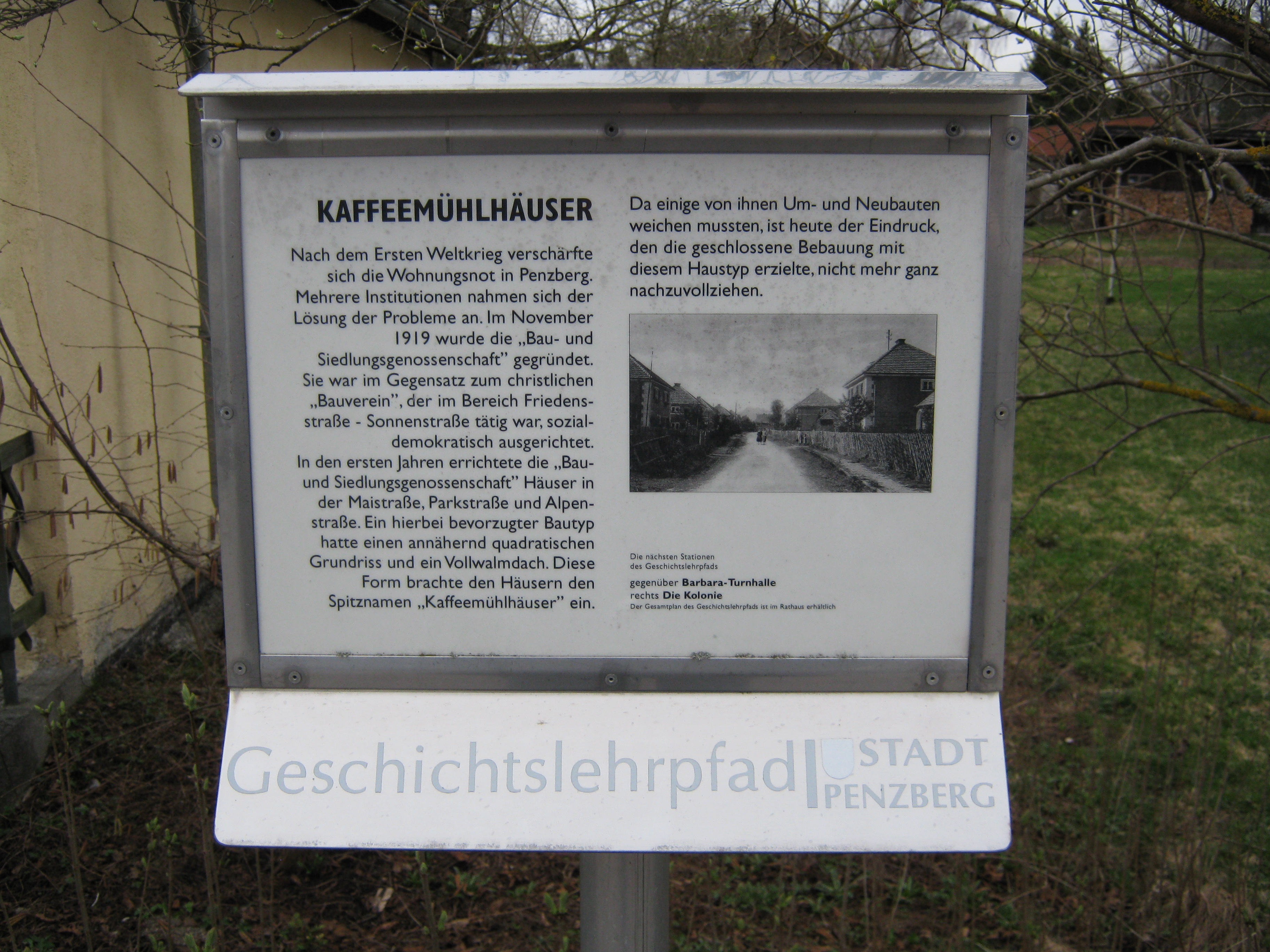
Infotafel in Penzberg
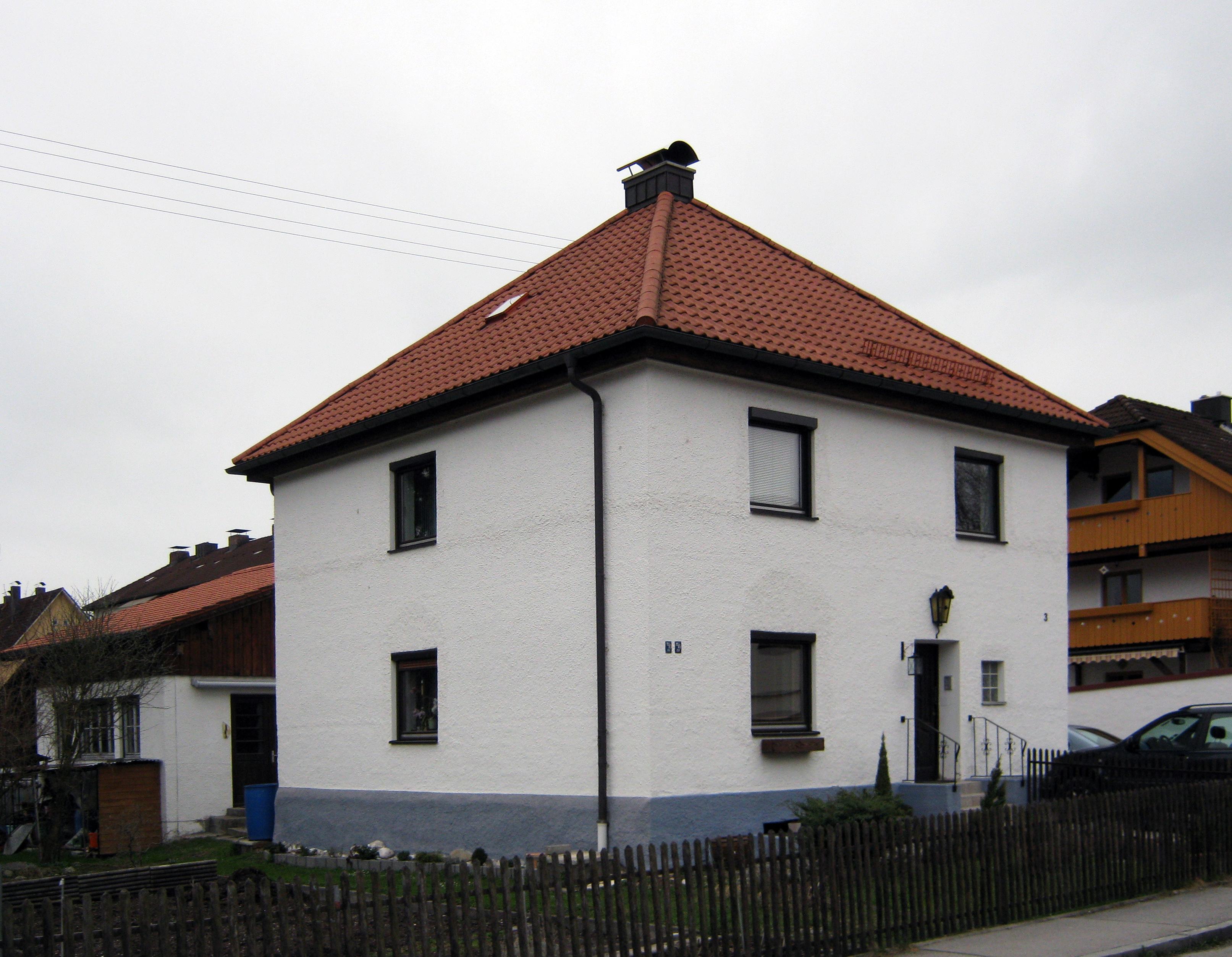
Kaffeemühlenhaus in der Maistraße

## Sonstiges
Der Bautyp des Kaffeemühlenhauses wird vereinzelt auch von heutigen Bauträgern als Neubau wieder angeboten.